# Almost Acoustic
 (février 2017).
Si vous disposez d'ouvrages ou d'articles de référence ou si vous connaissez des sites web de qualité traitant du thème abordé ici, merci de compléter l'article en donnant les références utiles à sa vérifiabilité et en les liant à la section « Notes et références ».
Almost Acoustic est un album acoustique du Jerry García Acoustic Band, sorti en 1988. Il a été le seul album du groupe. Il a été précédé par une série de 18 concerts au Lunt-Fontanne Theatre (New York) à la fin de l'année 1987.

## Liste des titres
| 1.    | Swing Low, Sweet Chariot (Traditionnel)        |                             | 3:30 |
| 2.    | Deep Elem Blues (Traditionnel)                 |                             | 6:09 |
| 3.    | Blue Yodel #9 (Standin' On the Corner)         | Jimmie Rodgers              | 6:12 |
| 4.    | Spike Driver's Blues                           | Mississippi John Hurt       | 6:44 |
| 5.    | I've Been All Around This World (Traditionnel) |                             | 6:18 |
| 6.    | Here To Get My Baby out of Jail                | Karl Davis, Harty Taylor    | 5:16 |
| 7.    | I'm Troubled (Traditionnel)                    |                             | 4:52 |
| 8.    | Oh, The Wind and Rain (Traditionnel)           |                             | 4:39 |
| 9.    | The Girl at the Crossroads Bar                 | Bill Bryson                 | 2:37 |
| 10.   | Oh, Babe, It Ain't No Lie                      | Elizabeth Cotton            | 6:19 |
| 11.   | Casey Jones                                    | Hurt                        | 4:05 |
| 12.   | Diamond Joe                                    | Tex Logan (en)              | 3:29 |
| 13.   | Gone Home                                      | Bill Carlisle (en)          | 4:41 |
| 14.   | Ripple                                         | Robert Hunter, Jerry Garcia | 4:21 |
| 70:12 |                                                |                             |      |

## Crédits

### Membres du groupe
- Jerry García : guitare, chant
- David Nelson : guitare, chant
- Sandy Rothman (en) : mandoline, chant
- John Kahn : basse acoustique
- David Kemper : percussions
- Kenny Kosek : violon

### Production
- Producteur : Sandy Rothman
- Enregistrement live : John Cutler
- Photographie : Ken Friedman